# Lijst van voormalige Nederlandse hockeyclubs
Dit artikel geeft een overzicht van voormalige Nederlandse hockeyclubs

## A
- Aeolus; opgericht in 1934, tussen 2001 en 2011 geadopteerd door HC Rotterdam en gefuseerd met Leonidas.
- Akelei; opgericht in 1986, in 1999 met Hengelo gefuseerd tot HC Twente.
- AMHC'65; opgericht in 1965, in 1998 met HC Oude Maas gefuseerd tot Derby.
- Asvion; in 2016 gefuseerd met SH Spirit tot HC Schiedam

## B
- Algemene Bathmense Sportvereniging (ABS); geformeerd in 1986 en biedt sinds 2009 geen hockey meer aan
- HC Be Fair; opgericht in 1922 in 1994 gefuseerd met "Kameleon" tot Spandersbosch
- HC Blerick; opgericht in 1946 en in 2020 gefuseerd met Tegelse Hockey Club en VHC Venlo tot Hockeyclub Delta Venlo
- MHC Bodegraven; opgericht in 1982 en in 2010 gefuseerd met HC Reeuwijk tot HCRB

## D
- DBS, De Blauwe Scheen (Groningen), opgericht in 1928, gefuseerd met GHC in 1936 tot Groningen
- DKS (De Kromme Stok)(Enschede); opgericht 2 november 1920,op 4 juni 1993 opgeheven en geïntegreerd in PW
- De Waele (Ridderkerk); opgericht in 23 september 1971, in 2000 opgeheven.

## E
- WFHC Enkhuizen, opgericht in 2010 in Enkhuizen, in 2021 opgeheven bij gebrek aan voldoende leden.[1]
- Evites, opgericht in 1906 in Den Haag, in 1907 opgegaan in HMHC ODIS (Haagsche Mixed Hockey Club Ons Doel Is Scoren), deze hockeyclub is een voorloper van HGC

## F
- TMHC Forward; in 2011 met TMHC Tilburg gefuseerd tot HC Tilburg

## G
- HC Geleen; in 1999 met HC Sittard gefuseerd tot HC Scoop
- GHC, Groninger Hockey Club (Groningen), opgericht in 1926. In 1936 gefuseerd met DBS tot Groningen

## H
- De Heerlijkheid; uit Schoorl.
- Hengelo; opgericht in 1928, in 1999 gefuseerd met Akelei tot HC Twente
- Haagsche Hockey & Bandy Club (HHBC), opgericht in 1897, in 1902 opgegaan in HMHC (Haagsche Mixed Hockey Club), deze hockeyclub is een voorloper van HGC
- HC Hillegersberg; opgericht 1936 en opgegaan in 1973 in HC Rotterdam

- HHIJC (Haagsche Hockey en IJshockeyclub), in 1974 samen met TOGO gefuseerd tot HC Klein Zwitserland
- HHV (Haagsche Hockey Vereniging) in 1906 ontstaan na een fusie van HMHC (Haagsche Mixed Hockey Club) en HMHC PIOD (Haagsche Mixed Hockey Club Pretmaken IS Ons Doel), in 1915 gefuseerd met HMHC ODIS (Haagsche Mixed Hockey Club Ons Doel Is Scoren) tot HOC (HHV-ODIS Combinatie), deze hockeyclub is een voorloper van HGC
- HMC (Hockeyclub Maartenscollege (Haren); (Harener Mixed Club later geheten) opgeheven in 1997, restant spelers naar HC Eelde
- HMHC (Haagsche Mixed Hockey Club), opgericht in 1901, gefuseerd in 1906 met HMHC PIOD tot HHV (Haagsche Hockey Vereniging), deze hockeyclub is een voorloper van HGC
- HMHC ODIS (Haagsche Mixed Hockey Club Ons Doel Is Scoren), opgericht in 1904, in 1915 gefuseerd met HHV (Haagsche Hockey Vereniging) tot HOC (HHV-ODIS Combinatie), deze hockeyclub is een voorloper van HGC
- HMHC PIOD (Haagsche Mixed Hockey Club Pretmaken Is Ons Doel), opgericht in 1902, gefuseerd in 1906 met HMHC (Haagsche Mixed Hockey Club) tot HHV (Haagsche Hockey Vereniging) deze hockeyclub is een voorloper van HGC
- HOC (HHV-ODIS Combinatie) in Den Haag ontstaan in 1915 na een fusie van HHV (Haagsche Hockey Vereniging) en HMHC ODIS (Haagsche Mixed Hockey Club Ons Doel Is Scoren), in 1951 gefuseerd met GHC (’s-Gravenhaagsche Hockey Club de Gazellen) tot HGC (HOC-Gazellen Combinatie)
- HCC Heerlen; opgericht op 26 september 1946 en samen met HC Kerkrade opgegaan op 1 augustus 2013 in HC Nova
- Hockeyclub Oud-leerlingen VCL in Den Haag, heeft bestaan tot ca. 1945, is opgegaan in HOC (HHV-ODIS Combinatie), deze hockeyclub is een voorloper van HGC
- HTCC (Eindhoven); opgericht in 1927, in 1983 samen met HTC Eindhoven gefuseerd tot PSV Tegenbosch (voorloper van HC Eindhoven)
- HTC Eindhoven; opgericht in 1942, in 1983 samen met HTCC gefuseerd tot PSV Tegenbosch (voorloper van HC Eindhoven)
- Hurry Up, Rooms Katholieke Hockey Club Hurry Up (Leeuwarden); opgericht in 1937 en in 1972 gefuseerd met LHC tot Leeuwarden.

## I
- IHHC (Hoogezand); opgericht in 1960 en in 1973 weer opgeheven.

## K
- MHC Keep Fit (Oss); opgericht in 1936, in 1999 met H.C. Rapidity gefuseerd tot MHC Oss
- HC Kameleon; opgericht op 1 december 1923 in 1994 gefuseerd met "Be Fair" tot Spandersbosch
- HC Kerkrade; opgericht op 22 januari 1978 en samen met HCC Heerlen opgegaan op 1 augustus 2013 in HC Nova

## L
- LHC, Leeuwarder Hockey Club (Leeuwarden); opgericht in 1924 en in 1972 gefuseerd met Hurry Up tot Leeuwarden.

## M
- Middelburg; opgericht 1910, opgegaan in 2011 in HC Walcheren
- HV Molenhoek (Molenhoek); opgericht 1982, opgeheven in 199.?
- MHC Martinus (Bolsward); opgericht 1959, opgeheven in 199.?
- MRHC (Maasstad-Rotterdam Hockey Combinatie); opgericht 1925 en opgegaan in 1973 in HC Rotterdam

## O
- HC Oude Maas; opgericht in 1970, in 1998 met AMHC'65 gefuseerd tot Derby.

## P
- PSV Tegenbosch; ontstaan in 1983 als fusie tussen HTCC en HTC Eindhoven, in 2000 samen gegaan met Racing Eindhoven tot HC Eindhoven
- Push'29 opgericht in 1929, in 1971 gefuseerd met HDS
- L.H.C. De Porre (Lichtenvoorde); opgericht 6 mei 1985 en opgeheven per 1 juli 2003.

## Q
- MHC Quick (Nijmegen); in 2006 gefuseerd met MHV ZOW (opgericht 1963) tot QZ

## R
- Racing Eindhoven; opgericht 1950, in 2000 samen gegaan met PSV Tegenbosch tot HC Eindhoven
- Rap., Leeuwarder Mixed Hockey Club Rap. (Leeuwarden); opgericht in 1926 en in 1973 opgegaan in Leeuwarden.
- H.C. Rapidity (Oss); opgericht 1938, in 1999 met MHC Keep Fit gefuseerd tot MHC Oss
- HC Reeuwijk; opgericht in 1978 en in 2010 gefuseerd met MHC Bodegraven tot HCRB
- RBC (Rotterdamsche Bonds Club); opgericht 1924, in 1973 met MRHC en HC Hillegersberg tot HC Rotterdam

## S
- HC Sittard; in 1999 met HC Geleen gefuseerd tot HC Scoop
- SOS (Sport Op School, later Samenwerking Overwint Steeds) in Den Haag, opgericht in 1930, naam gewijzigd in 1947 in: GHC (’s-Gravenhaagsche Hockey Club de Gazellen), in 1951 gefuseerd met HOC (HHV-ODIS Combinatie) tot HGC (HOC-Gazellen Combinatie)
- Spirit; in 2016 met Asvion gefuseerd tot HC Schiedam
- Sticks '71; opgericht in 1971 en in 1995 opgeheven
- SV'35; opgericht in 1935, in 1962 gefuseerd met HDS

## T
- HMHC Te Werve; opgericht in 1926 en in 1998 opgeheven.
- Tegelse Hockey Club; opgericht in 1933 en in 2020 gefuseerd met HC Blerick en VHC Venlo tot Hockeyclub Delta Venlo
- Tempo '41; opgericht in 1941 en in 2012 gefuseerd met ZMHC tot HC Zwolle
- TOGO (Tot Ons Genoegen Opgericht), in 1974 samen met HHIJC gefuseerd tot HC Klein Zwitserland
- TMHC Tilburg; in 2011 met TMHC Forward gefuseerd tot HC Tilburg

## V
- V.C.L.H.C., hockeyvereniging van het Vrijzinnig-Christelijk Lyceum in Den Haag
- Venlo Girls, opgericht in 1937 en in 1967 omgedoopt tot Groen Wit. In 1987 opgeheven.
- VHC Venlo; opgericht in 1928 en in 2020 gefuseerd met HC Blerick en Tegelse Hockey Club tot Hockeyclub Delta Venlo
- VKH, Venlose Katholieke Hockeyclub.
- Vlissingen; opgericht 1966, opgegaan in 2011 in HC Walcheren
- Voorburgsche Hockeyclub Hofwijck; heeft bestaan tot 1949, is opgegaan in HOC (HHV-ODIS Combinatie), deze hockeyclub is een voorloper van HGC

## Z
- ZMHC; opgericht in 1902 en in 2012 gefuseerd met Tempo '41 tot HC Zwolle
- MHV ZOW (Nijmegen); in 2006 gefuseerd met Quick tot QZ